# Antonella Giannini
Antonella Giannini (Roma, 20 luglio 1957) è una doppiatrice, dialoghista e direttrice del doppiaggio italiana.

## Biografia
Conosciuta per essere la doppiatrice abituale di Frances McDormand e di attrici come Anjelica Huston, Sissy Spacek, Linda Kash, Jessica Walter, Mimi Rogers, Patricia Clarkson, Liza Minnelli (in Prima o poi s...vengo!), Sela Ward, Aida Turturro, Jane Wymark in alcune stagioni della serie televisiva L'ispettore Barnaby e Helen Mirren nella miniserie TV Elizabeth I.

### Vita privata
È sposata con il collega doppiatore Lucio Saccone.

## Doppiaggio

### Cinema
- Frances McDormand in Fargo, L'uomo che non c'era, Tutto può succedere - Something's Gotta Give, Burn After Reading - A prova di spia, Un giorno di gloria per Miss Pettigrew, This Must Be the Place, Moonrise Kingdom - Una fuga d'amore, Promised Land, Ave, Cesare!, Tre manifesti a Ebbing, Missouri, Nomadland, The French Dispatch of the Liberty, Kansas Evening Sun, Macbeth
- Melissa Leo in Attacco al potere - Olympus Has Fallen, The Equalizer - Il vendicatore, Attacco al potere 2, Snowden, La donna più odiata d'America, The Equalizer 2 - Senza perdono
- Connie Nielsen in Nymphomaniac, Wonder Woman, Justice League, Zack Snyder's Justice League
- Angela Bassett in Black Panther, Mission: Impossible - Fallout, Black Panther: Wakanda Forever, Mission: Impossible - The Final Reckoning
- Stella Stevens in Blessed, Glass Trap
- Linda Kash in Cinderella Man - Una ragione per lottare, L'amore non ha colore
- Sean Young in The Invader, Fuga dall'inferno
- Jessica Walter in Dummy, Grownups
- Cynthia Rothrock in L'angelo della vendetta, Scacco matto
- Meryl Streep in The Homesman
- Anjelica Huston in Caccia spietata
- Sissy Spacek in Una casa alla fine del mondo
- Lynn Whitfield in The Women
- Lorraine Toussaint in Il solista
- Queen Latifah in La vita segreta delle api
- Jean Smart in Tutta colpa dell'amore
- JoBeth Williams in Da giungla a giungla
- Isabelle Renauld in Vidocq - La maschera senza volto
- Patricia Clarkson in Good Night, and Good Luck
- Janeane Garofalo in Stay - Nel labirinto della mente
- Camryn Manheim in Scary Movie 3 - Una risata vi seppellirà
- Ellen Kennedy in Chestnut - Un eroe a quattro zampe
- Svetlana Efremova in White Oleander
- Nora Dunn in Laws of Attraction - Matrimonio in appello
- Fiona Shaw in The Tree of Life
- Kimberly Hebert Gregory in Devious Maids - Panni sporchi a Beverly Hills
- Natasha Lyonne in Kate & Leopold
- Roma Maffia in The Call
- Greta Scacchi in Operation Finale
- Bette Midler in Hocus Pocus 2
- Frances Fisher in Reptile
- Shabana Azmi in What's Love?
- Debbi Morgan in Divorzio in nero di Tyler Perry
- Eileen Walsh in Piccole cose come queste
- Catherine Curtin in Saturday Night
- Alfre Woodard in Le notti di Salem

### Serie televisive
- Fiona Shaw in Killing Eve, Channel Zero
- Katya Galitzine in E Caterina... regnò
- Michèle Bernier in Alì Babà e i 40 ladroni
- Frances McDormand in Good Omens
- Florence Henderson in K.C. Agente Segreto
- Phyllis Logan in Downton Abbey
- Greta Scacchi in Versailles
- Susi Sánchez in La casa di carta
- Tamara Tunie in Cowboy Bebop
- Jennifer Dale in Coroner
- Kerstin Thielemann in Squadra Speciale Cobra 11
- Andrea Martin in The Good Fight
- Jane Wymark in L'ispettore Barnaby
- Linda Emond in Only Murders in the Building
- Rosemary Dunsmore in Orphan Black
- Zoë Wanamaker in Tenebre e ossa
- Carolyn Pickles in Le indagini di Sister Boniface
- Başak Köklükaya in The Gift
- Şennur Nogaylar in Yaratilan - La creatura
- LisaGay Hamilton in Will Trent
- Lorraine Toussaint in Sorelle sbagliate

### Film d'animazione
- Bobbie in Boog & Elliot - A caccia di amici, Boog & Elliot 2, Boog & Elliot 3, Boog & Elliot 4 - Il mistero della foresta
- Regina Clarion in Trilli, Trilli e il tesoro perduto, Trilli e il segreto delle ali
- Ingrid Stahlbaum ne La favola del principe Schiaccianoci
- Signora Coccinella in James e la pesca gigante
- Signora Coniglio in Pollicina
- Molly in Titanic - La leggenda continua
- Strega Malascen ne I Roteò e la magia dello specchio
- Anda in Koda, fratello orso 2
- Bine in I Lampaclima e l'Isola Misteriosa
- Janine in Il topolino Marty e la fabbrica di perle
- Mildred in I Robinson - Una famiglia spaziale
- Signora Chiaiut in Ortone e il mondo dei Chi
- Professoressa Lina Battaglia per la Terra 3D
- Griffin in Winx Club 3D - Magica avventura
- Bumper in Car's Life 2
- Rita in Sammy 2 - La grande fuga
- Hisako in Quando c'era Marnie
- Koto in Miss Hokusai
- San Hojo ne In questo angolo di mondo
- Interprete Nelson in L'isola dei cani
- Zia Bessie in Capitan Sciabola e il diamante magico
- Sarabi in Il re leone
- Jen in The House
- Wu Lee in Red
- Ministro Nazara Prone (dialoghi) in Spellbound - L'incantesimo

### Videogiochi
- Voce narrante in Mosé, il profeta della libertà
- Ambessa Medarda in League Of Legends

### Soap opera
- Silke Matthias in La strada per la felicità

### Serie animate
- Madre di Kim in Kim Possible
- M.O.M. in Martin Mystère
- Preside Griffin in Winx Club
- Emma in Teen Days
- Nonna Chata in Victor e Valentino
- Ambessa Medarda in Arcane[1]
- Flora Chau in Jentry Chau contro il regno dei demoni

## Riconoscimenti
- 2009 – Premio Voci 2009
  - Miglior voce non protagonista – Sezione cinema per il doppiaggio di Frances McDormand in Burn After Reading - A prova di spia
- 2018 – Premio Voci nell'Ombra
  - Miglior doppiatrice protagonista – Sezione cinema per il doppiaggio di Frances McDormand in Tre manifesti a Ebbing, Missouri
- 2018 – Premio del Doppiaggio
  - Miglior doppiatrice protagonista – Sezione cinema per il doppiaggio di Frances McDormand in Tre manifesti a Ebbing, Missouri